# Gonypetella fuscipes
Gonypetella fuscipes är en bönsyrseart som beskrevs av Sjöstedt 1909. Gonypetella fuscipes ingår i släktet Gonypetella och familjen Mantidae. Inga underarter finns listade i Catalogue of Life.